# Bible Severýnova

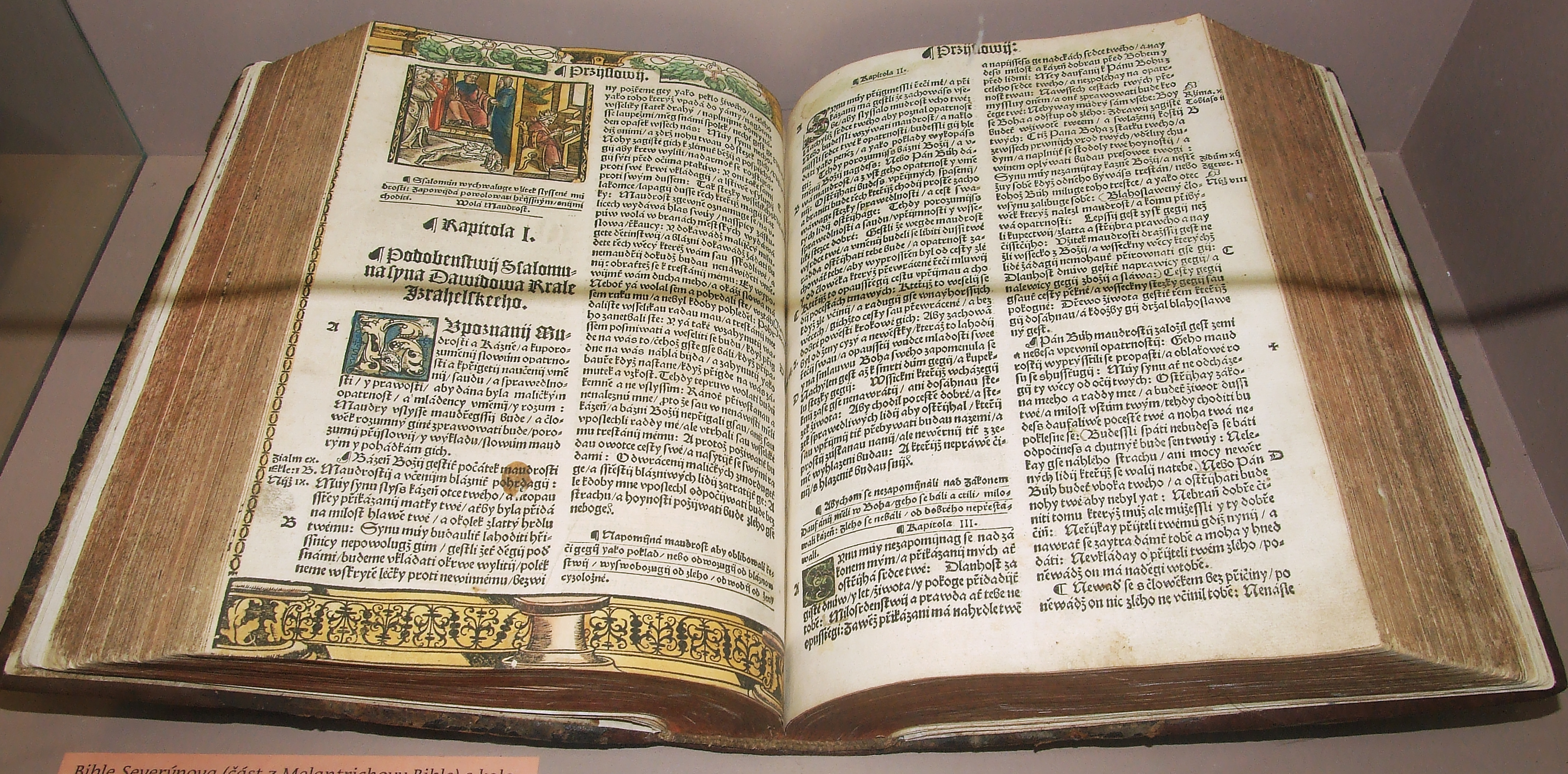
Bible Severýnova v Regionálním muzeu Náchod

První a druhá Bible Severýnova jsou dvě česká vydání bible (tiskem celkem 4. a 5. vůbec) vzešlá z pražské tiskařské dílny Pavla Severýna z Kapí Hory.

## 1. Severýnova bible
První celou bibli vydal tiskem Pavel Severýn v roce 1529. Byla to první bible tištěná nikoli bastardou, ale německým švabachem, což usnadnilo její tisk, neboť se již nemuselo odlévat zvláštní české písmo, ale mohlo se koupit již hotové v Německu. Je první z řady biblí, které vycházely cum gratia et privilegio Regiae Maiestatis, tj. s královským povolením.
Základem textu této bible je Bible benátská z roku 1506, stejně tak přejímá i její obsah, navíc má před evangelii srovnání evangelistů ve formě rejstříku a na varianty nadále upozorňuje na okraji textu. Z textu Benátské bible Severýn zrevidoval především biblický sloh a tradiční znění. Jeho opravy nejsou nijak převratné, avšak ve srovnání s ostatními předkralickými vydavateli jsou značné. Z Benátské bible přejal Severýn i text Nového zákona, neboť text Pražského Nového zákona z roku 1513 obsahoval změny, které pro Severýna byly nepřijatelné.
Výjimku tvoří jen text žaltáře, který se od předchozích tří tištěných biblí liší.

## 2. Severýnova bible
V roce 1537 vydal Severýn bibli ještě jednou, opět po jazykové revizi. Tentokrát však revize byla důkladnější, radikálnější než při revizi textu Benátské bible při prvním vydání. Toto vydání opatřil novou kolekcí obrázků, které získal v Německu a vznikly pro německé vydání Lutherovy Bible, tištěné roku 1535 ve Wittenberku. Na rozdíl od svého prvního vydání neuvádí na okraji textu varianty, vypustil i jazykové archaismy a také poslední zbytky imperfekta v prologu Janova evangelia. Asi třetina jazykových oprav sleduje Optáta.